# Los Guájares
Los Guájares è un comune spagnolo di 1 270 abitanti situato nella comunità autonoma dell'Andalusia.